# کیرستن شریدان
کیرستن شریدان (انگلیسی: Kirsten Sheridan؛ زادهٔ ۱۴ ژوئیهٔ ۱۹۷۶) کارگردان و فیلم‌نامه‌نویس اهل ایرلند است.
او کارگردانِ فیلمِ آگوست راش و یکی از نویسندگان فیلم‌نامهٔ در آمریکا است که همراه با پدرش، جیم شریدان و خواهرش، نائومی آن را نوشته؛ فیلم‌نامه‌ای که برای دریافتِ جایزه اسکار بهترین فیلم‌نامه غیراقتباسی نامزد شد.

## زندگی
شریدان متولد دوبلین، در سال ۱۹۸۱ به نیویورک نقل مکان کرد و دوران کودکی خود را در آنجا گذراند در حالی که پدرش در تلاش بود آن را به عنوان بازیگر و کارگردان تئاتر بسازد. خانواده وی هشت سال بعد به ایرلند بازگشتند، پس از آن پدرش موفقیت را به عنوان کارگردان فیلم «پای چپ من» پیدا کرد، که در آن شریدان خواهر کوچکتر بازیگر نقش اصلی دانیل دی لوئیس را بازی می‌کند. وی در سال ۱۹۹۳ در رشته نگارش فیلمنامه در دانشگاه نیویورک تحصیل کرد و به دانشکده فیلمبرداری در کالج دانشگاه دوبلین رفت و در نهایت مدرک فیلم خود را از دانشکده هنر و طراحی دون لائوگایر در سال ۱۹۹۸ کسب کرد.